# Alectridium aurantiacum
Alectridium aurantiacum és una espècie de peix de la família dels estiquèids i l'única del gènere Alectridium.

## Descripció
- Fa 13,3 cm de llargària màxima.[7]

## Hàbitat i distribució geogràfica
És un peix marí, bentopelàgic (fins als 56 m de fondària) i de clima polar (67°N-50°N, 160°E-158°W), el qual viu al Pacífic nord: les zones intermareals i submareals des de les illes del Comandant i Aleutianes fins al nord del golf d'Alaska i el nord de les illes Kurils.

## Observacions
És inofensiu per als humans.